# Drängsmark
Drängsmark – miejscowość (tätort) w Szwecji, w regionie administracyjnym (län) Västerbotten, w gminie Skellefteå.
Według danych Szwedzkiego Urzędu Statystycznego liczba ludności wyniosła: 345 (31 grudnia 2015), 334 (31 grudnia 2018) i 334 (31 grudnia 2019).